# Bulla gnieźnieńska
Bulla Ex commisso nobis a Deo, zwana Bullą gnieźnieńską – bulla papieska wydana 7 lipca 1136 roku w Pizie, znosząca zwierzchność arcybiskupstwa magdeburskiego nad polskim Kościołem. Tekst został napisany w języku łacińskim.
Bulla stanowi jeden z najcenniejszych zabytków polskiej historiografii i jest ważnym źródłem poznania kultury, stosunków społecznych oraz organizacji Kościoła polskiego w XI i XII w. Jest także ważnym dokumentem dla językoznawców, zawiera bowiem ok. 410 polskich nazw miejscowych i osobowych, spisanych w formie oryginalnej. Bulla gnieźnieńska kończy epokę polszczyzny przedpiśmiennej i otwiera epokę piśmiennictwa polskiego. Dokument stanowi także materiał do badania nad słowotwórstwem i początkami polskiej ortografii.
Filolog Aleksander Brückner nazwał ją z tego powodu złotą bullą języka polskiego.

## Geneza bulli

### Lata 30. XII wieku

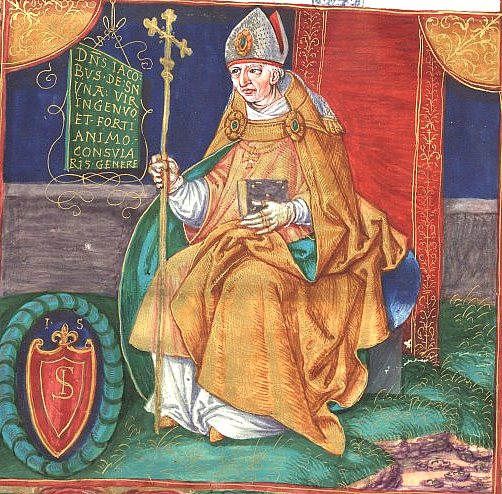
abp Jakub ze Żnina

Na początku lat 30. XII wieku arcybiskup magdeburski Norbert z Xanten wykorzystał fakt, że duchowni polscy, wraz z księciem Bolesławem Krzywoustym poparli wybór antypapieża Anakleta II. Swoimi działaniami dążył do wyegzekwowania u Innocentego II bulli, która pozwoliłaby mu przejąć kontrolę i władzę nad archidiecezją gnieźnieńską. Na poparcie tych roszczeń przedstawił w Kurii szereg jedenastowiecznych falsyfikatów, „stwierdzających” podległość diecezji poznańskiej pod arcybiskupstwo magdeburskie. Pierwsza bulla była przygotowana już w 1131, jednak nigdy nie weszła w życie. Kolejne lata pokazały, że zabiegi przejęcia zwierzchnictwa nad Kościołem polskim były bardziej nasilone. Do polskich biskupów papież wystosował zaproszenie. Po tym, jak biskupi odmówili stawienia się w Kurii celem rozstrzygnięcia sprawy, 4 czerwca 1133 Innocenty II wydał bullę „Sacrosancta Romana” o treści zgodnej z zabiegami Norberta, która weszła w życie już następnego dnia. Bullą potwierdzono prawa zwierzchnie arcybiskupstwa magdeburskiego nad Kościołem polskim oraz nad projektowanymi diecezjami pomorskimi.
Po śmierci Norberta (1134), na skutek długotrwałych zabiegów dyplomatycznych Bolesława Krzywoustego i arcybiskupa gnieźnieńskiego Jakuba ze Żnina (1134-1136), Innocenty II wydał 7 lipca 1136 bullę Ex commisso nobis a Deo, uniezależniającą Kościół gnieźnieński od Magdeburga. W dużej mierze przyczyniły się do tego postanowienia zjazdu w Merseburgu w 1135, w którym Krzywousty złożył hołd przed cesarzem Lotarem III, oraz unieważnienie bulli z 1133 podczas synodu w Pizie w 1135.

### Zawartość dokumentu

#### Polskie nazwy miejscowe i osobowe

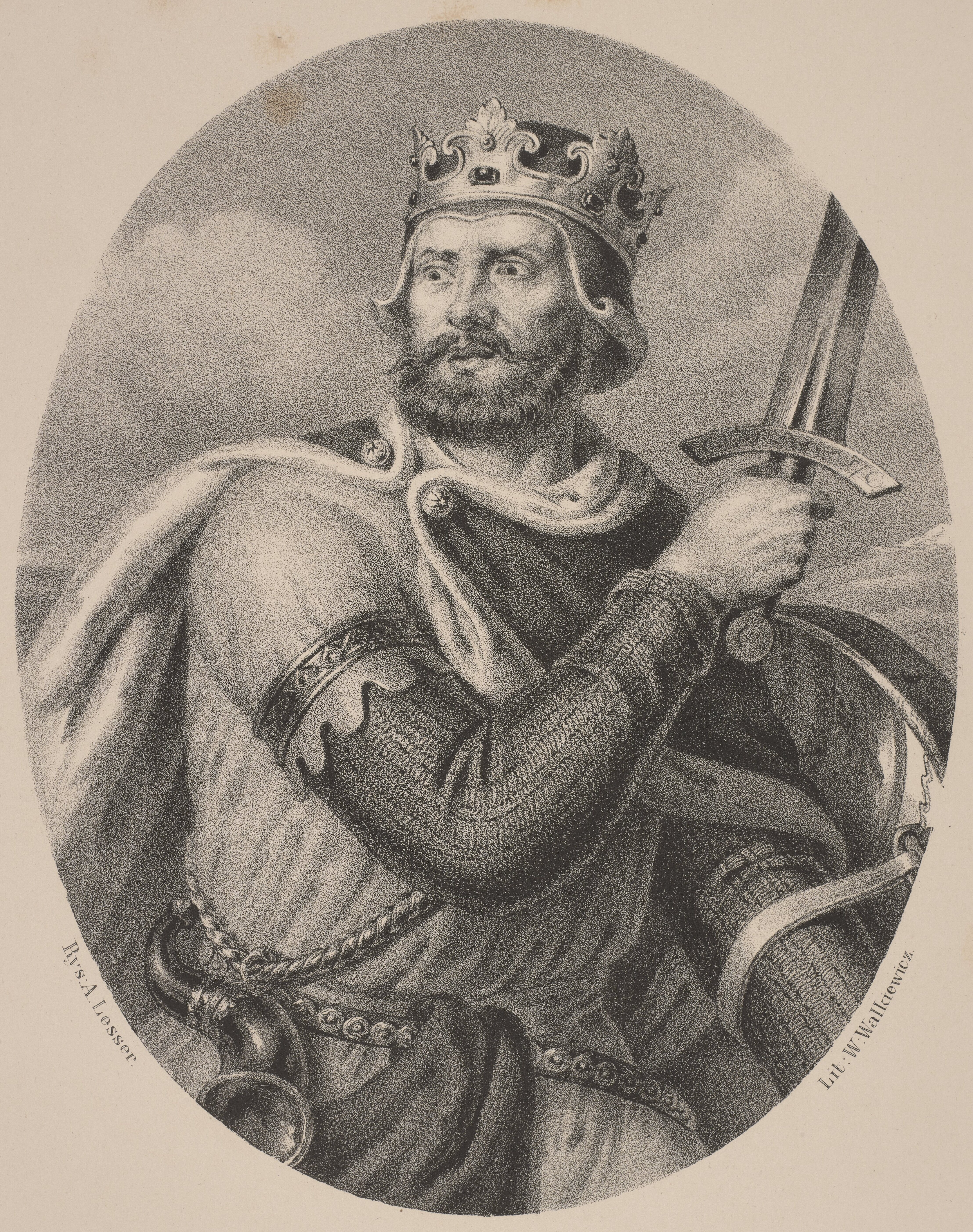
Bolesław III Krzywousty, grafika Aleksandra Lessera

W bulli są wyliczone posiadłości dla arcybiskupa gnieźnieńskiego. Z ponad 400 nazw miejscowych, tj. prowincji, grodów, wsi. Wymienione zostały m.in. Żnin, Gąsawa, Dochanowo, Stare Biskupice, Sędowo i inne.
Przedstawione zostały również nazwy osobowe, czyli rycerzy, chłopów, gości i rzemieślników – mieszkańców lub przynależnych.
Do arcybiskupstwa należały m.in. prowincja Żnin z dziesięcinami, targiem, jeziorami i z całą jurysdykcją świecką, złożoną z następujących wsi: Grochowiszcza z posiadaczami: Dziurzewic (lub Durzewic), Radzięta, Mysłak, Sirak; Starzy Biskupicy z tymi: Stawosz, Rus, Suł, Białowąs, Witosza, Pęcisz, Smarsk, Miłoch, Kraik, Niegłos, Koniusz, Dał (lub Dal), Marłek, Krzyż, Fozdziech, Redzięta, Smogorz, Domk, Dzigoma, Kobyłka, Parzech, Kłobuczek, Pępik, Kędzierza, Komor, Zdomir, Będzieciech, z których niektórzy przeżywają w Zagórzynie; Czaple z tymi: Krzos, Smarz, Czyrzniela, Zdziewuj, Sulek (lub Sułek), Miłochat (lub Miłoczat), Chrap, Dłotla, Taisz, Goły, Siedlon, Kościoł, Milich, Lederg, Sulirad, Puka. Również Żyrdnicy z tymi posiadaczami: Karna, Dobek, Milej, Snowid, Targosza, Cirzpisz, Mieszek, Męcina, Łowęta (...) Również Sędowo z tymi: Stanoch, Pizla (lub Pizła), Boruch, Wojan, Dargorad, Radost, którego pierworodnym (synem) jest Rpisz, Niezda, Wilkosz, Żerzucha, Radosz, Rusowic (...) obowiązek koniuchów ci pełnią: Gościwuj, Wojuta, Niezamysł z trzema braćmi, Goszczon, Dziadk, Radost, Mękosza, Nadziej, Mozuta. Łagiewnikami zaś ci są: Krzyżan i Sobik z braćmi, Bolech z braćmi. Chłopami zaś są: Modlęta, Smogorz, Gniewosz z braćmi, Ćmina z bratem, Piskla, Maruszk, Sędziej, Domawuj, Cikarzewic, Smogorz, Witosz, Rusota z synami i braćmi (...) Ci zaś są cieślami: Wrzeszcz, Cis, Dułgota, Doman, Golijan, Gośćmi zaś ci są: Połk, Pokaj, Cieszęta, Łazina, Smarz, Złymysł, Uściech, Męcisz, Godzina, Pęcień, Czyrzniech, Modlic, Goszczon, Dobiesz z synami, Miłosz, Kwasek. Rycerzami także ci są: Soba (lub Sobia), Stoigniew, Żegost, Męcisz (...).

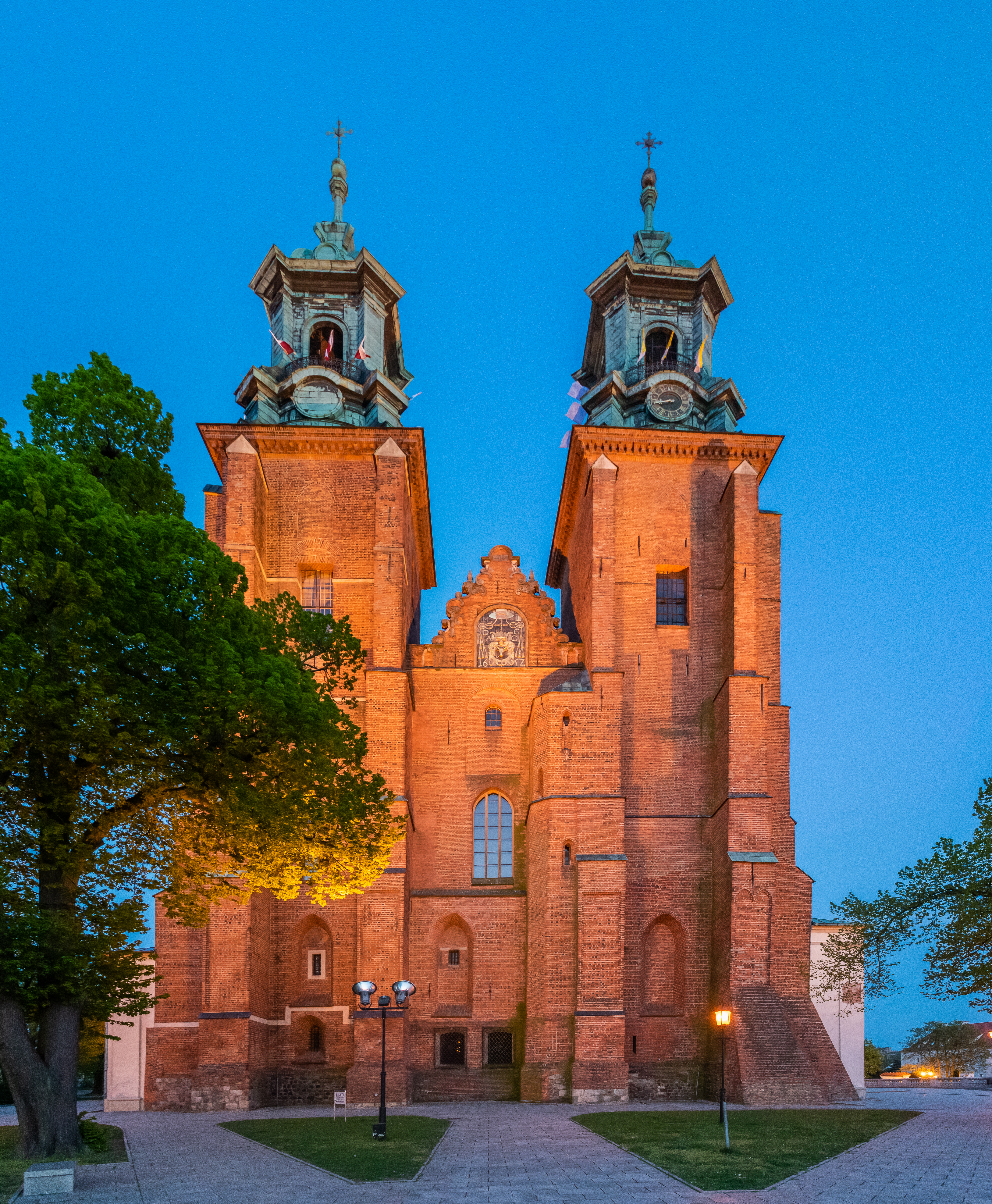
Archikatedra gnieźnieńska

#### Potwierdzenie dóbr i niezależności

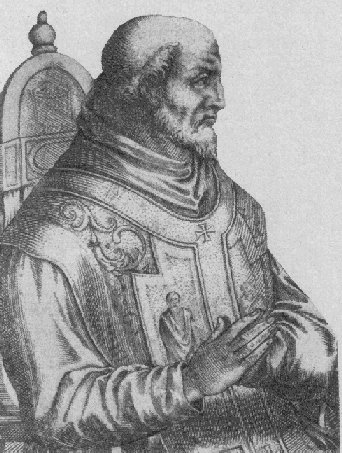
Innocenty II

Dokument wystawiony w kancelarii papieskiej potwierdza wyłączność dóbr, do których prawa nabyło arcybiskupstwo gnieźnieńskie w 1136, z uwzględnieniem lat przyszłych. Bulla oddaje charakter suwerenności i niezależności Kościoła polskiego od magdeburskiego.

(...) I dlatego czcigodny bracie Jakubie, łaskawie przychylając się do twoich skarg, kościół Gnieźnieński, na czele którego za sprawą Boga stoisz, mocą przywileju Stolicy apostolskiej umacniamy, stanowiąc by jakiekolwiek nieruchomości i dobra rzeczony kościół kanonicznie posiada lub w przyszłości we właściwy sposób będzie mógł posiąść, służyły tobie i twoim następcom trwałe i nieuszczuplone. Na potwierdzenie czego przywieszamy odciśnięte nasze własne imiona. (...) ( przekład: nieznany, za: Wikiźródła)

## Dalsze losy
W czasie II wojny światowej bulla została zrabowana przez wojska niemieckie i wywieziona do Rzeszy, wraz z innymi zabytkami Archiwum Archidiecezjalnego w Gnieźnie. Podczas końcowego etapu II wojny światowej i walk o Berlin w kwietniu 1945, bulla została przez armię sowiecką wywieziona do Moskwy, skąd pod koniec lat 50. XX wieku trafiła ponownie do Gniezna.
Podczas badań przeprowadzonych w tym samym czasie, w Bibliotece Narodowej przez profesora Andrzeja Wyczańskiego odkryto, że przy naświetlaniu ultrafioletem spod normalnego, znanego wszystkim tekstu, ukazują się ślady innego – wymytego. Odkrycie to zasugerowało, że bulla była najprawdopodobniej poprawiana w Księstwie Polskim. Z braku odpowiednich urządzeń technicznych i elektronicznych – zaniechano dalszych badań. Nie zostały one wznowione do dziś.
Bulla obecnie jest przechowywana w archiwum kapitulnym w Gnieźnie.

## Autentyk czy falsyfikat?
W XIX wieku bulla gnieźnieńska uchodziła za niewątpliwy autentyk, zachowany w oryginale. Po I wojnie światowej jednak pogląd ten musiał zostać zarzucony. Niemiecki uczony Paul Fridolin Kehr, wówczas niekwestionowany autorytet w dziedzinie średniowiecznej dyplomatyki papieskiej, po osobistych oględzinach bulli orzekł, że z pewnością nie jest to oryginalny egzemplarz, lecz kopia. Konkluzja ta doprowadziła do postawienia pytania o autentyczność dokumentu.
W 1947 polski historyk Karol Maleczyński wysunął tezę, iż bulla gnieźnieńska w obecnym kształcie jest falsyfikatem, choć najwyraźniej opartym na oryginalnym przywileju Innocentego II. Według niego, obecny tekst bulli pochodzi z lat 1139–1146. Stwierdzał on, że podstawą tego fałszerstwa musiał być oryginalny przywilej Innocentego II z 1136, lecz daleki od oczekiwań abp. Jakuba.
O nieautentyczości bulli, zdaniem Maleczyńskiego, świadczy szereg występujących w jej treści niezgodności ze zwykłym formularzem bulli stosowanym w kancelarii Innocentego II. O tym, że podstawą fałszerstwa jest jednak oryginalny przywilej z 1136, przesądzają z kolei następujące okoliczności:
- kardynałowie, którzy występują w bulli jako świadkowie, faktycznie byli obecni w Kurii w 1136. Nie wszyscy z nich są natomiast identyfikowani w okresie późniejszym, w którym miało dojść do fałszerstwa[20]. Jeśli więc nawet znana bulla jest w całości falsyfikatem (co jest jednak mało prawdopodobne), to i tak gnieźnieński fałszerz musiał mieć przed oczyma jakiś autentyczny przywilej Innocentego II dla Gniezna z 1136[21], z którego przepisał imiona kardynałów.
- bulla była opatrzona pierwotnie pieczęcią ołowianą, która rzeczywiście była używana w kancelarii papieskiej Innocentego II[22]. Wiadomo jednak dziś, że Lubiąż był kuźnią, w której podrabiano nie tylko dokumenty, lecz także liczne pieczęcie, które dziś jeszcze zdobią podrobione oryginały[23].

Według Maleczyńskiego, treść oryginalnego dokumentu pozostaje nieznana. Najprawdopodobniej w kancelarii gnieźnieńskiej dokonano jedynie jego przeróbki i poszerzenia, poprzez dopisanie nowych dóbr kościelnych, celem zabezpieczenia ich przed zachłannością osób świeckich.
Tezy Maleczyńskiego zdobyły początkowo szerokie uznanie w literaturze przedmiotu, jednak w latach 80. XX w. z gruntowną krytyką jego wywodów wystąpił Henryk Łowmiański. Wskazał on, że w rzeczywistości formularz bulli papieskich aż do pontyfikatu Innocentego III (1198–1216) był bardzo elastyczny i pewne odchylenia od najczęściej występujących schematów niczego bynajmniej nie przesądzają. Zarzucił też Maleczyńskiemu wybiórczość dokonanej analizy i prowadzenie jej pod z góry założoną tezę z pominięciem przesłanek wskazujących na autentyczność zabytku. Choć Łowmiański zgodził się z wieloma spostrzeżeniami Maleczyńskiego, uznał jego konkluzję za nieuprawnioną w świetle przeprowadzonych wywodów. Zdaniem Łowmiańskiego, zachowany egzemplarz jest uwierzytelnioną, naśladowczą kopią kancelaryjną bulli Innocentego II z 1136 r. Również Józef Dobosz uznał wnioski Maleczyńskiego za „przesadzone”.

## Bulla w kulturze polskiej
- Bulla Ex commisso nobis a Deo (1136) przedstawiona została w barwnym filmie dokumentalnym z 1976, zrealizowanym przez Wytwórnię Filmów Oświatowych w Łodzi. Reżyserem i scenarzystą tego dokumentu był Jerzy Popiel-Popiołek[28].
- Towarzystwo Przyjaciół Sieradza we wrześniu 1986 wydało dokument, z okazji 850. lecia Sieradza[29].
- Na wystawie Ars scribendii zorganizowanej przez Muzeum Początków Państwa Polskiego w Gnieźnie, w dniach od 1 kwietnia do 31 lipca 2008 zaprezentowano m.in. Bullę gnieźnieńską. Była ona jednym z ponad 120. dzieł sztuki pisarskiej z Polski i krajów europejskich, wystawionych dla zwiedzających. Kuratorem wystawy był Leszek Wetesko[30].